# Municipio de Suma

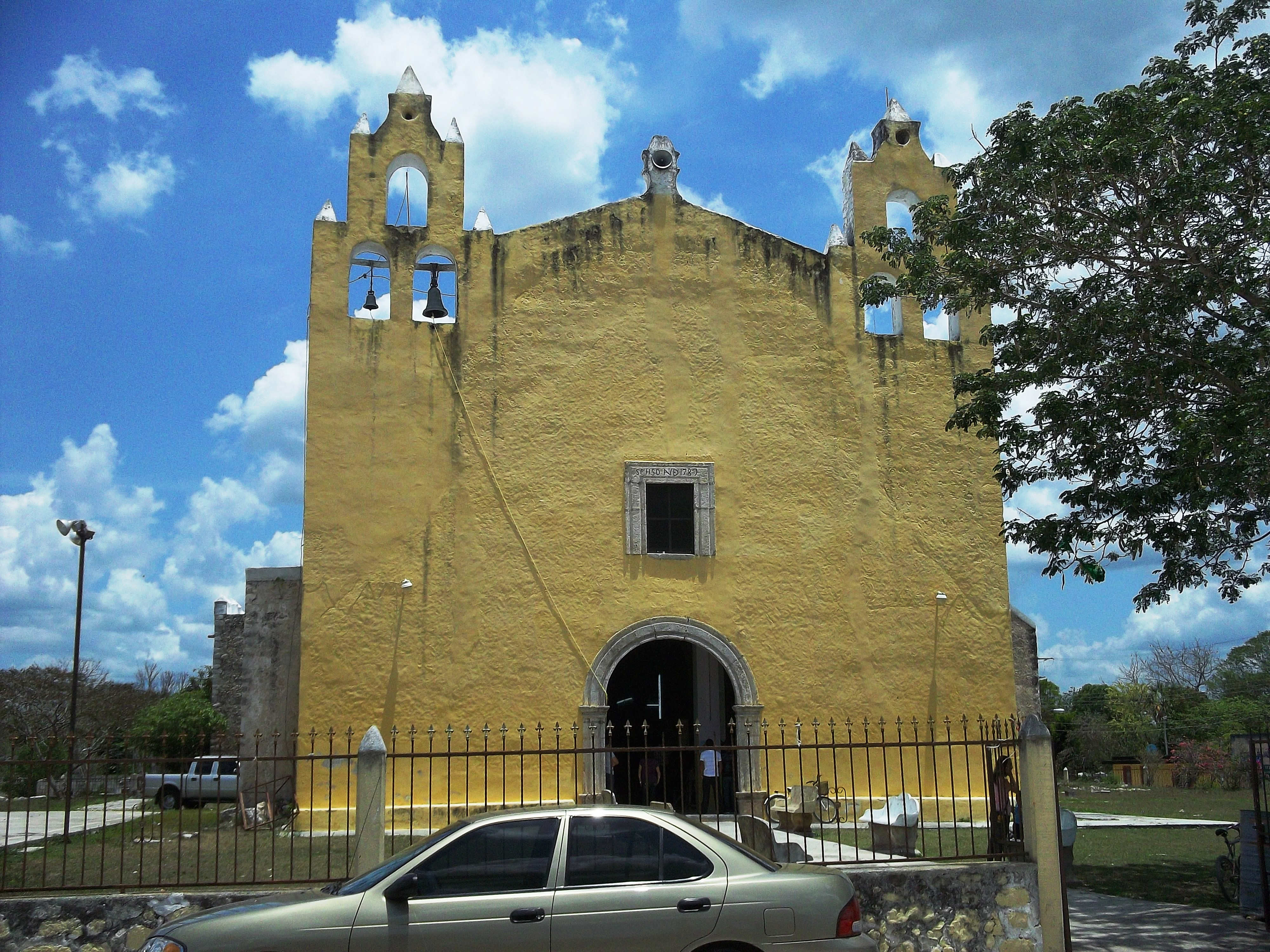
Iglesia de Suma de Hidalgo, Yucatán.

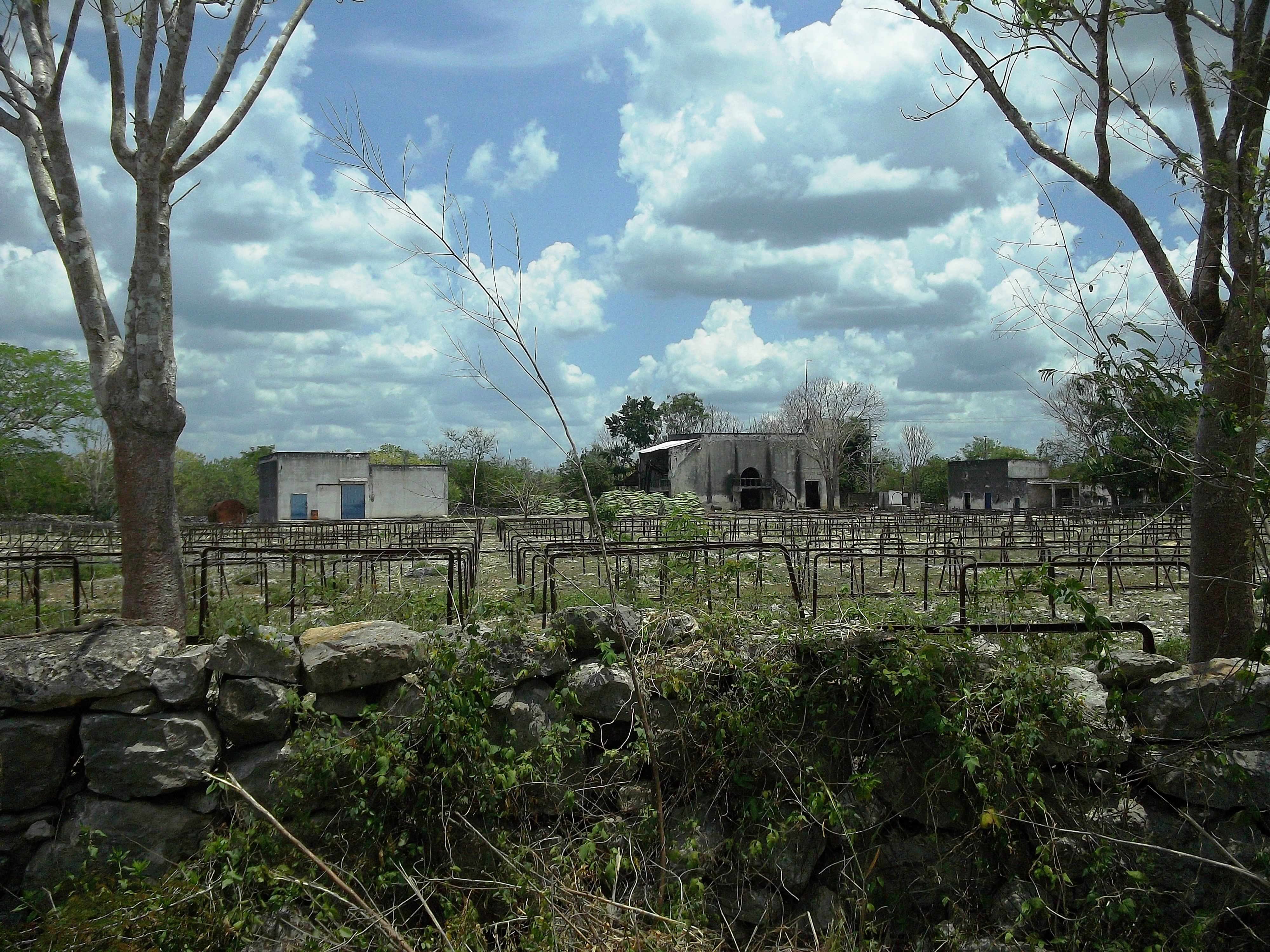
Desfibradora junto a vestigios arqueológicos en Suma de Hidalgo, Yucatán.

El municipio de Suma es uno de los 106 municipios del estado mexicano de Yucatán. Su cabecera municipal es la localidad homónima de Suma.

## Toponimia
El nombre del municipio, Suma, significa en lengua maya Agua donde crece el vegetal o la planta Suum.

## Colindancia
El municipio de Suma colinda al norte con  Cansahcab, al sur con Tekantó y Bokobá, al oriente con Teya y Cansahcab, al occidente con el municipio de Motul.

## Datos históricos
- Después de la conquista de Yucatán, se estableció el régimen de las encomiendas:
  - 1700: Baltazar Alfonso Enríquez Amaya, con 242 indios a su cargo.
  - 1721: Juana Delgado y la Piedra, con 321 indios bajo su custodia.

- 1921: Es decretada la condición de Suma como municipio libre.
- 1934: 23 de julio, la finca rústica “San Nicolás” pasa a formar parte del municipio.

## Economía
Suma es parte de la llamada zona henequenera de Yucatán. El cultivo del henequén fue durante muchos años su principal actividad económica. Al declinar la industria henequenera en el estado de Yucatán, se diversificaron las actividades productivas.
Se siembra el maíz, el frijol, variedades de chiles y algunas hortalizas.
Entre las actividades pecuarias destacan la explotación apícola así como la ganadería porcina y bovina.

## Atractivos turísticos
- Arquitectónicos: el templo construido para venerar a San Bartolomé, construido en la época colonial.

- Arqueológicos: hay vestigios de la cultura maya en el municipio.

- Fiestas populares: el 22 de junio se lleva a cabo la fiesta en honor a san Bartolomé, patrono del municipio. Se organizan en ella procesiones, gremios y las tradicionales vaquerías.